# Ammoniumsulfid
Ammoniumsulfid ist ein Ammoniumsalz des Schwefelwasserstoffs. Es besitzt die Formel (NH4)2S und gehört zur Stoffklasse der Sulfide.

## Vorkommen
In der Natur entsteht es als Produkt von Fäulnisprozessen.

## Gewinnung und Darstellung
Ammoniumsulfid kann durch die Reaktion von Ammoniak als wasserfreiem Gas mit Schwefelwasserstoff gewonnen werden.
Die Reaktionsgleichung lautet:
{\displaystyle {\ce {2 NH3 + H2S -> (NH4)2S}}}
Ionenschreibweise:
{\displaystyle {\ce {2 NH4+ + S^2- -> (NH4)2S}}}
Die im Laboratorium für analytische Zwecke gewonnene Lösung aus Ammoniak und Schwefelwasserstoff („farbloses Schwefelammon“) enthält kein Ammoniumsulfid‚ sondern ein äquimolekulares Gemisch von Ammoniumhydrogensulfid und Ammoniak, welche sich durch Bildung von Ammoniumpolysulfiden bald gelb färbt.

## Eigenschaften
Ammoniumsulfid ist nur bei tiefen Temperaturen stabil. Es bildet unter −18 °C Kristalle in Form von farblosen Nadeln und zersetzt sich bei höheren Temperaturen in Ammoniumhydrogensulfid, Ammoniak und Ammoniumpolysulfide. Bereits bei Zimmertemperatur zerfällt es in Ammoniak und Ammoniumhydrogensulfid, welches seinerseits leicht in Ammoniak und Schwefelwasserstoff dissoziiert (Dissoziationsdruck bei 20° 355 mm). Eine Lösung in Wasser mit 20 Gew.-% Ammoniumsulfid wird als „Ammoniumsulfidlösung – rot“ bezeichnet und enthält etwa 30 % Ammoniumsulfid, während „Ammoniumsulfid – gelb“ 16–20 % Ammoniumsulfid enthält.
Das Salz reagiert mit Wasser zu Hydrogensulfid- (HS−) und Hydroxidionen. Eine wässrige Lösung von Ammoniumsulfid ist daher nur im neutralen und schwach basischen Milieu beständig – in Säuren entweicht Schwefelwasserstoffgas, in konzentrierten Laugen Ammoniakgas.

## Verwendung
Ammoniumsulfid, zusammen mit Ammoniak, wird häufig in der anorganischen Chemie für eine Qualitative Analyse verwendet, um im Kationentrennungsgang in der Ammoniumsulfidgruppe aus einer unbekannten Probe die Schwermetallkationen der Elemente Nickel, Cobalt, Eisen, Mangan, Chrom, Aluminium und Zink als eine Gruppe auszufällen, aufzutrennen und mithilfe von Nachweisreaktionen zu identifizieren.
Häufig ist Ammoniumsulfid (wie auch Ammoniumhydrogensulfid und Ammoniumpolysulfide) Bestandteil von sogenannten Stinkbomben, welche in Glasampullen in den Handel gebracht werden. Diese Verwendung ist in Deutschland verboten (Anlage 1 der Bedarfsgegenständeverordnung).
Ammoniumsulfid kann auch verwendet werden, um bei einem Dinitrobenzol selektiv nur eine der beiden Nitrogruppen zu einer Aminogruppe zu reduzieren.